# Fabio Lione
Fabio Lione właściwie Fabio Tordiglione (ur. 9 października 1973 w Pizie) – włoski wokalista i autor tekstów, znany przede wszystkim z występów w power metalowym zespole Rhapsody of Fire, którego był członkiem w latach 1997–2016. Równolegle, w latach 1998–2004 śpiewał w grupie Vision Divine. Wcześniej występował w zespołach Athena i Labÿrinth. W 2008 roku ponownie dołączył do formacji Vision Divine. W 2011 roku wystąpił na trasie z amerykańskim zespołem Kamelot, zastępując Roya Khana. W 2012 roku jako muzyk koncertowy dołączył do brazylijskiej formacji Angra. Rok później został oficjalnym członkiem tejże grupy. Od 2016 roku współtworzy formację Eternal Idol. Fabio Lione współpracował ponadto z takim zespołami jak: Hollow Haze oraz Symmetry. Publikował także pod nazwą J.Storm muzykę utrzymaną w stylistyce eurobeat.

## Dyskografia

### Albumy
Z zespołem Rhapsody of Fire:
dyskografia Rhapsody of Fire
Z zespołem Labÿrinth:
- Piece of Time (1995)
- No Limits (1996)

Z zespołem Athena:
- A New Religion? (1998)

Z zespołem Vision Divine:
- Vision Divine (1999)
- Send me an Angel (2002)
- 9 Degrees West Of The Moon (2009)

Z zespołem Ayreon:
- Universal Migrator Part 2: Flight of the Migrator (1999)

Z zespołem Sebastien:
- Tears Of White Roses (2010)

Inne wydawnictwa:
- Beto Vázquez Infinity / Battle of Valmourt (2001)
- Beto Vázquez Infinity / Beto Vázquez Infinity (2001)
- The Keepers of Jericho/ Various Artists (2000)
- J.Storm Eurobeat Songs